# James Pallotta
James Joseph Pallotta (né le 13 mars 1958) est un milliardaire, homme d'affaires et entrepreneur américain. Il est également ancien president de l'AS Roma.